# José Félix Uriburu
José Félix Benito Uriburu y Uriburu, född 20 juli 1868 i Salta, död 29 april 1932 i Paris, Frankrike, var en argentinsk militär och politiker. Efter en militärkupp 1930 var han Argentinas president och diktator till 1932.

## Biografi
Uriburus familj tillhörde den argentinska aristokratin; hans farbror, José Evaristo Uriburu, var president 1895–98. År 1913 utsågs han till militärattaché i Tyskland och Storbritannien, och valdes efter att ha återvänt till Argentina året därpå in i nationalkongressen. Han lämnade dock detta uppdrag efter ett år för att prioritera sin militära karriär: år 1921 nådde han generallöjtnants grad, och 1923 utsågs han till arméns generalinspektör. Under 1920-talet kom Uriburu, med inspiration från Miguel Primo de Riveras regim i Spanien och Benito Mussolinis fascistiska styre i Italien, att leda en nationalistisk, chauvinistisk och antidemokratisk falang inom armén, i opposition till president Hipólito Yrigoyen.
Efter att missnöjet med Yrigoyens regim ökat, främst som följd av den stora depressionen, grep militären makten i en statskupp i september 1930. Uriburu utsågs efter kuppen till interimspresident, och vidtog en rad repressiva åtgärder: nationalkongressen upplöstes, konstitutionen upphävdes och politiska partier förbjöds. Han inledde även ett arbete för att omdana ekonomin enligt korporativistiska principer. Uriburus regim kom dock hastigt att möta motstånd: såväl från folket, i takt med att den ekonomiska depressionen fördjupades, som internt inom armén, från en mindre extrem falang under ledning av Agustín Pedro Justo. I november 1931 hölls val, där Justo segrade. Uriburu avgick i februari 1932, och avled kort därefter på ett sjukhus i Paris.

## Eftermäle
I Argentinas historia brukar militärkuppen 1930 och Uriburus regim betraktas som startskottet för det så kallade ”ökända decenniet”, under vilket den konservativa före detta aristokratins makt återupprättades, samtidigt som korruption och valfusk bredde ut sig. Denna period anses ha varat fram till Juan Peróns och peronismens inträde på den politiska scenen under 1940-talet.